# 로크리

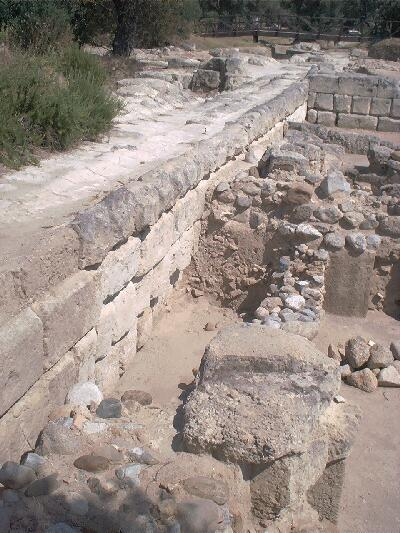

로크리(Locri)는 이탈리아 칼라브리아주에 위치한 도시로, 인구는 2010년 4월 30일 기준으로 12,845명이다.